# Ponte strallato sul fiume Adige
Il ponte strallato sul fiume Adige è un'infrastruttura che attraversa il fiume Adige nei pressi dei comuni di Piacenza d'Adige (in provincia di Padova) e Badia Polesine (in provincia di Rovigo), dal km 46+227 al km 47+315 della Autostrada A31 "Valdastico sud".
Con una lunghezza complessiva di 1.087 metri, è il ponte strallato con la campata centrale più lunga in Italia (310 metri) al momento della costruzione.

## Storia
Il progetto strutturale del ponte è stato sviluppato da Italprogetti (Ing. Giorgio Caloisi) e dallo studio tecnico Majowiecki (Prof. Ing. Massimo Majoweicki). Il progetto di variante costruttivo sviluppato dall'azienda Cimolai è stato costruito a partire dall'anno 2006. I lavori di costruzione del ponte si sono completati nel 2010, ma l'apertura al traffico è avvenuta solo il 15 dicembre 2014, unitamente all'inaugurazione del tratto autostradale compreso tra la SS 434 Transpolesana e il casello di Santa Margherita d'Adige.
Il costo dell'opera, facente parte del lotto n. 12 dell'appalto di costruzione dell'autostrada A31 "Valdastico sud", deliberato nel 2004 è stato di 64 623 779 €, con un tempo previsto di realizzazione pari a 1 140 giorni.
Il prezzo minimo del pedaggio di attraversamento del ponte, dalla barriera di Badia Polesine al casello di Piacenza d'Adige, è di 0,50 € per le autovetture e i motoveicoli.

## Caratteristiche tecniche
I piloni bianchi a forma di A, che sorreggono l'impalcato all'esterno degli argini del fiume Adige, sono alti 110 metri (83 metri dal piano viabile) e sono composti da tubi in acciaio di 28 metri e uno spessore di 32 millimetri con un diametro di 4 metri pesanti 100 tonnellate cadauno. I piloni sorreggono il piano stradale con 8 coppie di stralli (totale 32 stralli) lunghi da 110 a 166 metri, con un diametro fino a 40 cm, pesanti complessivamente 540 tonnellate.
La struttura, a 5 campate, è costituita da un ponte lungo 590 metri e due viadotti di accesso lunghi 250 metri metri ognuno.
Nel punto di attraversamento, tra le località Ca' Bianca a nord (riva sinistra del fiume) e Polisenella a sud (riva destra), è largo circa 95 metri e gli argini sono alti 11 metri.

## Galleria d'immagini

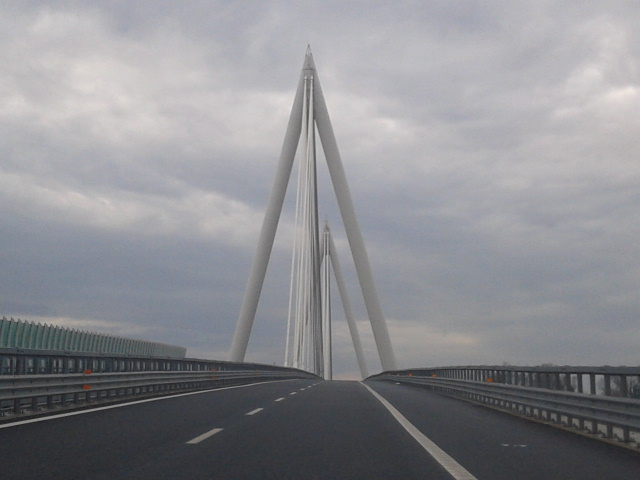
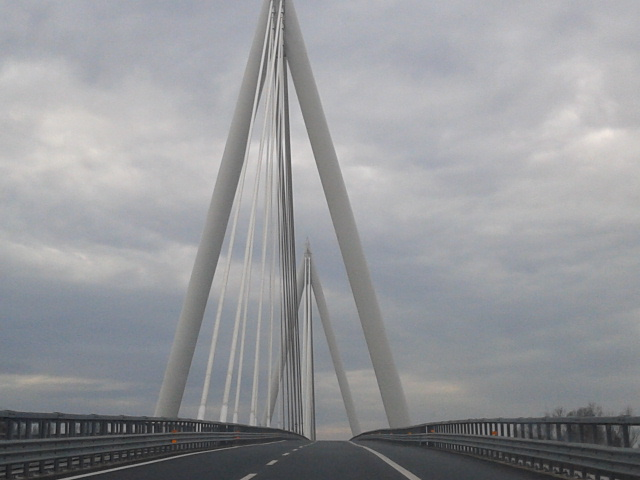
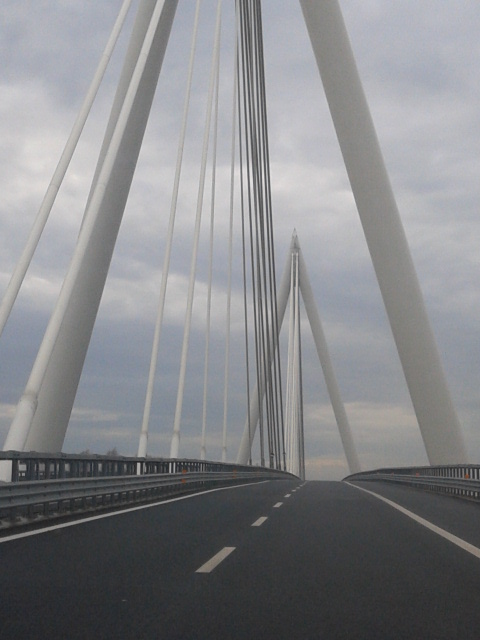
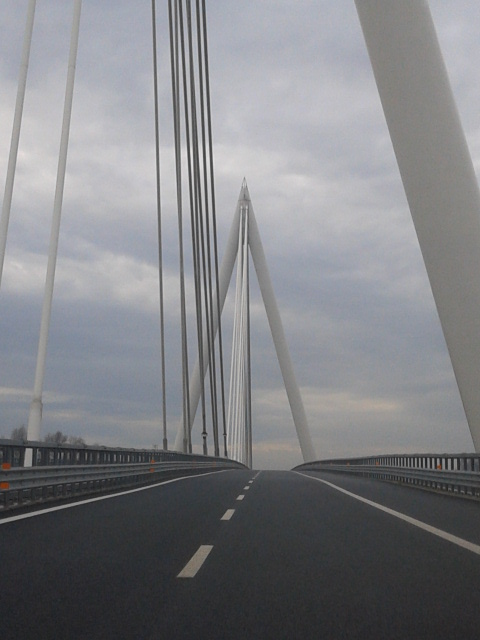
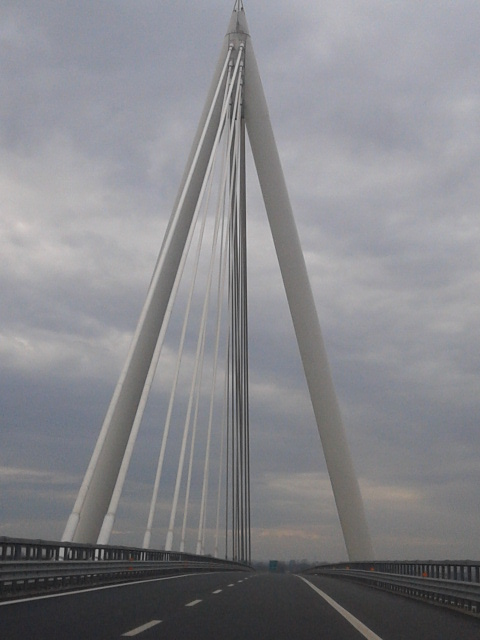
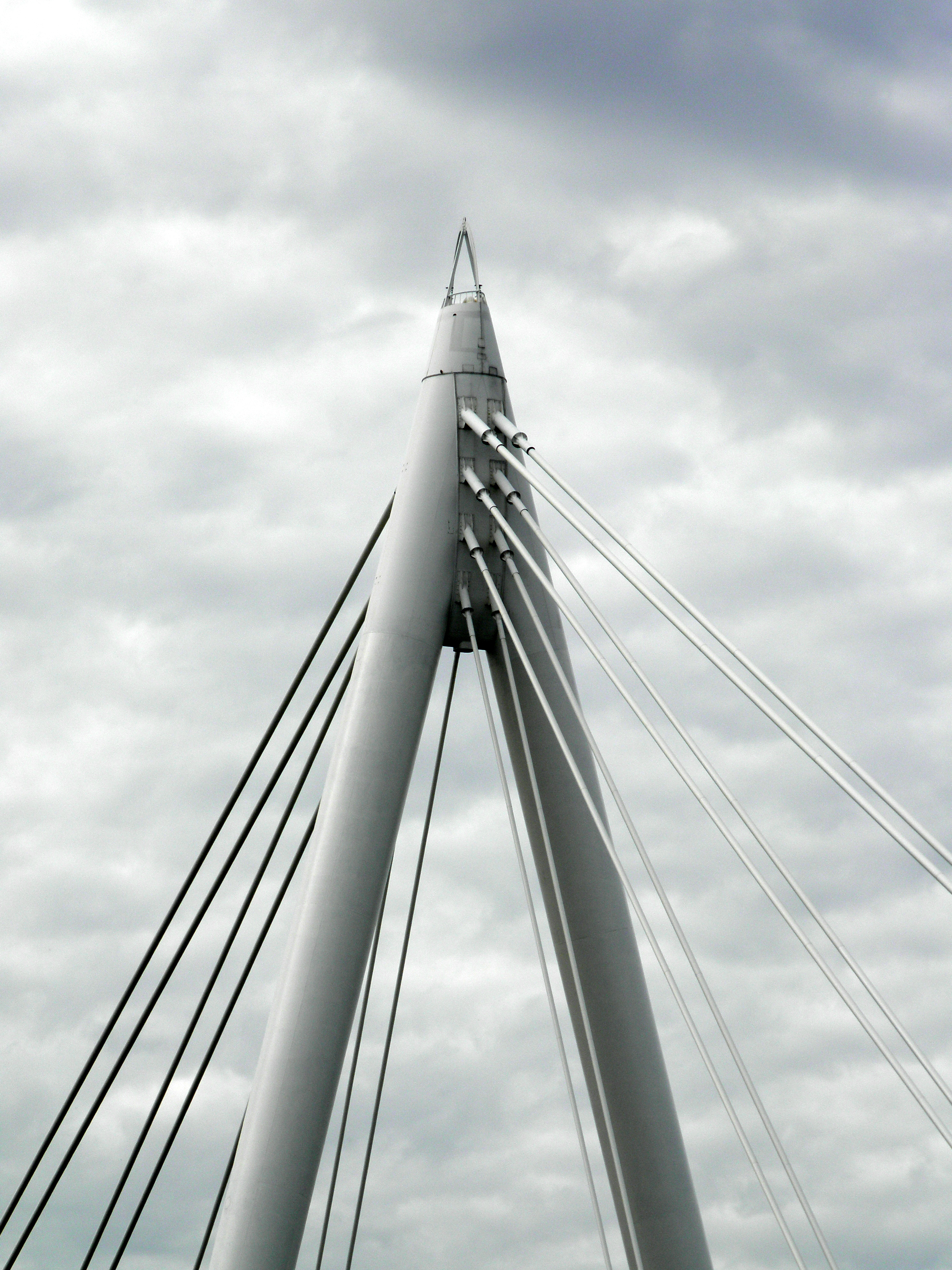
Dettaglio